# Самопізнання
Самопізнання — це своєрідний механізм пізнавальної діяльності людини, в основі якого лежить процес рефлексії. Процес самопізнання вимагає від суб'єкта значних зусиль, невпинної праці над собою, дозволяє відкрити себе, виявити свої позитивні якості, можливості та задатки, які потім шляхом самовиховання людина зможе перетворити в здібності, а талант — у стійку рису характеру.
Націленість людини на пізнання своїх фізичних, психічних можливостей, свого місця в соціумі складає сутність самопізнання.
Самопізнання — початковий етап самовиховання особистості, вивчення нею своїх властивостей, системи цінностей, життєвих намірів, провідних мотивів і мотивацій, характеру, темпераменту, особливостей процесів пізнання (відчуття, сприйняття, пам'яті, уваги, мислення, мовлення тощо). Самопізнання дає можливість самостійно визначити шляхи успіху в певній сфері діяльності, проаналізувати та удосконалити свою повсякденну діяльність.

## Самопізнання у філософських вченнях
Ознаки прагнення до духовного вдосконалення, спроби знайти відповідь на проблему добра і зла містяться у філософських концепціях Стародавньої Індії і Китаю, які мають декілька тисячолітній досвід осмислення моральних цінностей людини. Антична філософія також не обійшла своєю увагою етичні виміри. Девіз «пізнай самого себе» був викарбуваний на фронтоні Дельфійського храму в V ст. до нашої ери в Греції. Він означав: пізнай волю богів у своїй долі, підкорись їй. Багато дослідників вважають, що цей вислів належить Сократу, хоча й немає прямого посилання на це.
Сократ змушує замислитися над тим, що дійсно є людського в людині, в чому полягає моральність її вчинків. Самопізнання Сократ розуміє не в набутті знань про себе, свій внутрішній світ або роботу біологічних систем та органів, а в пізнанні того, як застосувати знання для осягнення моральності своєї поведінки. Пізнати самого себе, за Сократом, це значить зрозуміти, як бути високоморальною людиною. Шляхами самопізнання Сократа є постійне прагнення людини до осмислення своїх вчинків, намагання покращити свої чесноти, узгодити їх з моральними вимогами суспільства, самовдосконалення, прагнення вести такий образ життя, який би йшов на користь людям. Людина сама повинна розуміти, що таке морально, а що — ні, до встановлення чого вона приходить завдяки діалектизму в своїх розмірковуваннях.
Давньогрецькі мислителі часів Платона трактували цей девіз зовсім по-іншому: пізнай своє призначення, відкрий свої можливості, передбач свою поведінку. Основне правило самопізнання — шукати в собі істинне «Я».
Моральне самопізнання М. Монтень, Дж. Локк, І. Кант, Г. Гегель розглядали як найважливіший обов'язок та цілком здійсненне завдання кожної особистості. Його специфіка виявляється не стільки в психологічних механізмах, загальних для всіх видів самопізнання, оскільки в змісті, що відображає в нормативно-ціннісному ракурсі положення особи в системі моральних відносин, характер її моральної діяльності, моральні якості, вчинки, їх мотиви та ін. Самопізнання — одна з основних форм виявлення та засіб збагачення, розвитку моральної самосвідомості.
Самопізнання відрізняється своєрідним сполученням об'єктивного та суб'єктивного, конкретного та абстрактного, одиничного та загального, чуттєво-емоціонального та логічно-раціонального. Найважче — пізнати самого себе, зазначав Фалес, а Ф. Бекон уточнював: «У всякому разі необхідно докласти не менше, а то й, швидше, і більше для того, щоб отримати про самих себе, а не лише про інших, детальні та правильні уяви».

## Я-концепція
У процесі взаємодії з навколишнім світом людина виділяє себе поміж інших людей, відчуває себе об'єктом своїх фізичних і психічних процесів, виступає для себе самого як «Я», що протидіє іншим і, разом з тим, нерозривно з ними пов'язане.

Образ «Я», «Я-концепція» — це відносно стійка, не завжди усвідомлювана, така, що переживається як неповторна, система уявлень індивіда про самого себе, на основі якої він будує взаємовідносини з іншими.
«Я- концепція» формується під впливом:
- минулого досвіду;
- успіхів та невдач;
- ставлення до нас людей, особливо в дитячі роки;
- власної зовнішності.

«Я-концепція» як установка складається з трьох базових компонентів: когнітивного, емоційно-оцінного та поведінкового.
Когнітивний компонент чи «образ Я». До змісту цього компонента належать уявлення індивіда про себе самого.
Емоційно-оцінний компонент. Основним складником є самооцінка як афективна оцінка уявлень особистості про себе саму. Самооцінка породжує такі підструктурні складові як самоставлення (тобто позитивне чи негативне ставлення індивіда до себе самого); самоповага чи самозневага, почуття власної цінності чи комплекс неповноцінності тощо.
Поведінковий компонент, тобто потенційна поведінкова реакція, що виникає у результаті неперервної взаємодії перших двох компонентів — «образу Я» та емоційно-оцінного компоненту.
До підструктурних елементів поведінкового компоненту належать: саморегуляція та самоконтроль.

У складі «Я-концепції» виокремлюються три основні модальності:
- реальне «Я» — це уявлення індивіда про себе на цей момент (в реальності) (такі уявлення можуть бути як істинними, так і хибними);
- ідеальне «Я» (або динамічне «Я») — уявлення про те, яким індивід прагне стати;
- дзеркальне «Я» — це уявлення індивіда про думки щодо нього з боку інших людей.

За своїм змістом «Я-концепція» може бути позитивною, негативною та амбівалентною.

Ступінь адекватності «Я-образу» виявляється при вивченні одного з найважливіших аспектів — самооцінки особистості.

Самооцінка — оцінка особистістю самого себе, своїх можливостей, якостей і місця серед інших людей. Це найбільш суттєвий аспект, що забезпечує регуляцію поведінки.
Самооцінка тісно пов'язана з рівнем домагань особистості, тобто бажаним рівнем самооцінки. Особистість, використовуючи механізм самооцінки, чутливо реєструє співвідношення особистих домагань і реальних досягнень. На початку XX ст. американський психолог І. Джеймс вивів формулу:
```
Самоповага   =  успіх / рівень домагань
```

За змістом самооцінка буває завищена, занижена та адекватна. Саме остання сприяє розвитку людини.

## Загальні закономірності та особливості самопізнання
До загальних закономірностей самопізнання можуть бути віднесені наступні:
- ступінь усвідомленості — неусвідомленості. У більшості випадків процес самопізнання має безперервний характер і є до певної межі неусвідомленим. Людина просто живе, вчиться, працює, спілкується, веде безупинний діалог із самим собою;
- різної насиченості. Існує різна насиченість самопізнання на різних етапах життєвого шляху. Наше життя складається зі спокійних і кризових періодів, з відрізків, не насичених і насичених подіями, які можуть змінювати долю і біографію. Тому самопізнання активізується там, де життя насичене подіями, коли необхідно приймати відповідальні рішення;
- принципова незавершеність самопізнання. Вона зумовлена тим, що реальне життя як би випереджає процес його усвідомлення, людина вже народилася, живе, у неї навіть сформувались елементарні акти самосвідомості у вигляді виділення свого фізичного «Я» з навколишнього світу, а ось пізнає вона себе дещо пізніше. Те ж саме є характерним і для дорослої людини, реально її особистість і життя багатше, ніж те, що вона знає про себе. Завжди є непізнане, сліпа пляма. Тому пізнати себе повністю неможливо навіть людям, що володіють видатними здібностями в цій сфері.

Специфічні особливості самопізнання:
1. Самопізнання проходить у своєму розвитку два етапи. На першому етапі самопізнання здійснюється в системі «Я — інші». На другому етапі співвіднесення знань про себе відбувається вже в рамках системи «Я — Я», коли людина оперує вже готовими знаннями про себе, сформованими в різний час за різних обставин.
2. Інтенсивність, глибина, обґрунтованість самопізнання залежать від багатьох сформованих якостей особистості, зокрема від таких, які мають характер, що визначає спрямованість особистості. Наприклад, до них належать екстраверсія і інтроверсія.
3. Різні люди володіють різною здатністю до самопізнання. За різного рівня розвитку цих здібностей люди відрізняються один від одного: одні постійно займаються самопізнанням, добре і всебічно знають себе і вміють використовувати ці знання в житті та діяльності; інші самопізнанням займаються епізодично, їх знання про себе уривчасті і фрагментарні, і, що найголовніше, їхні уявлення про себе неадекватні, тобто не відповідають дійсності.[3]

## Методи та шляхи самопізнання
Методи самопізнання визначаються за аналогією до методів пізнання особистості. До методів самопізнання належать:
- самоспостереження;
- самоаналіз;
- самоопитування;
- самокритика;
- самоанкетування.

Самоспостереження ґрунтується на загальній спостережливості та включає в себе окремі акти самосприймання, тобто вивчення людиною тієї чи тієї своєї якості. Самоспостереження поділяють на первинне (сучасне) і ретроспективне (спогадливе).
З метою досягнення чіткості в процесі самоспостереження використовуються допоміжні прийоми:
- самоопитування;
- згадування;
- самоанкетування, самотестування.

У процесі самоаналізу своєї поведінки найважливіше — це практичні результати своєї діяльності: що зроблено, як зроблено, чи можна було зробити більше і краще, що цьому перешкоджало. Самоаналіз доцільний і ефективний, якщо він допомагає встановити причинно-наслідкові зв'язки в усіх діях і вчинках.

Самокритика — опрацювання плодів самоспостереження за допомогою двох методів — самоаналізу та самооцінки. В основі самокритики лежить розвинуте мислення.
Самопізнання сприяє переключенню людини на самовдосконалення. Воно виступає як висхідний момент самовиховання, визначає значною мірою його завдання, а на наступних етапах входить у його регуляційну систему, впливаючи з рештою, і на результат.
Самопізнання здійснюється такими шляхами:
- самоспостереження як спостереження людини за своїми діями, вчинками, прагненнями (В. М. Галузинський, О. І. Кочетов, Н. П. Масленнікова, Л. І. Рувінський, Л. А. Шаєва та ін.);[4]
- зіставлення себе з іншими;
- рефлексії, що означає розмірковування над подіями власного життя. Рефлексія полягає не лише в самопізнанні, а й у виявленні особливостей ставлення до себе з боку інших, у виробленні уявлень про зміни у власній особистості;
- самоперевірка використовується як випробування власних сил і можливостей на початку самовиховання і пов'язана з самопізнанням;
- самоаналіз на основі результатів самоспостереження полягає у виділенні сильних чи слабких сторін власної особистості;
- самонаказ полягає у тому, щоб, прийнявши певне рішення щодо власної поведінки, дати собі команду відповідно діяти в потрібний момент. Він вимагає розвинутої волі;
- самопримушування, тобто метод здійснення людиною життєво важливих дій та вчинків. На думку А. Я. Арета, «самопримушування у своєму найвищому ступені є те саме, що й перемога над собою»;
- самовладання, що означає утримування людини від небажаних й негативних дій та вчинків;
- самонагляд — постійне спостереження за собою з метою стримування від поганих звичок;
- самооблік полягає в аналізі та оцінці своєї поведінки за певний час (В. М. Галузинський, Н. П. Масленнікова, Л. І. Рувінський, Л. А. Шаєва та ін.);[]
- самоконтроль може бути двох типів: незапланованим, що здійснюється автоматично завдяки певним сприятливим для того ситуаціям; та запланованим, що передбачає контроль особистістю процесу реалізації поставлених завдань;
- самонавіювання. Його сутність полягає в тому, що людина, яка прагне впливати на власну психіку, навіює собі, яким чином вона поводитиметься в тій чи тій ситуації;
- самосхвалення — метод, який полягає у схваленні людиною власних позитивних вчинків і діє як заохочення для подальшого самовиховання;
- самопідбадьорювання використовується переважно підлітками в умовах виникнення труднощів або втрати надії на успіх;
- самоосуд і самопокарання посилюють негативне ставлення людини до небажаних вчинків, неправильної поведінки і тим самим допомагають перевиховувати себе, змінювати неправильну лінію поведінки;
- утілення бажаної поведінки в повсякденне життя. Опрацювання себе, що має на меті формування певних властивостей власного «Я», може бути плідним за умови її включення як окремої ланки певної діяльності, що спрямована на вирішення життєво важливих завдань (С. Л. Рубінштейн).[5]